# Eublepharis fuscus
Eublepharis fuscus is een hagedis die behoort tot de gekko's en de familie Eublepharidae. De gekko werd oorspronkelijk beschreven als ondersoort van de luipaardgekko (Eublepharis macularius), maar wordt tegenwoordig als een aparte soort erkend.

## Naam en indeling
De wetenschappelijke naam van de soort werd voor het eerst voorgesteld door Achim-Rüdiger Börner in 1981. Oorspronkelijk werd de naam Eublepharis macularius fuscus gebruikt.
De soortaanduiding fuscus betekent vrij vertaald 'donker'.

## Uiterlijke kenmerken
Eublepharis fuscus bereikt een lichaamslengte tot ongeveer 25 centimeter exclusief de staart. De hagedis is te herkennen aan het bruingrijze tot donkerbruine lichaam, met zwart omzoomde gele vlekken. De vlekken vormen lichtere en donkere brede dwarsstrepen op de hals, rug en flanken. De staart is meestal in lichtere kleuren zwart/geel gebandeerd, maar variaties als een staart in de basiskleur of een gespikkelde staart komen ook voor. Verder heeft deze soort een opvallend korte staart waardoor het lichaam groter uitvalt. Net zoals bij de pantergekko hebben de juvenielen een brede en sterk afstekende gele met zwarte bandering over het gehele lichaam.

## Levenswijze
De gekko is een bodembewoner die schuilt onder stenen en omgevallen bomen. Het voedsel bestaat voornamelijk uit insecten. Door het relatief kleine verspreidingsgebied en de toenemende druk van de bevolkingsgroei in de streken waar de gekko van nature voorkomt is de soort zeldzamer aan het worden. In sommige streken wordt de gekko beschouwd als bedreigd.

## Verspreiding en habitat
De gekko leeft in delen van Azië en komt endemisch voor in westelijk India, voornamelijk rond de stad Mumbai, en is hier te vinden in de deelstaten Karnataka, Maharashtra en Gujarat. De habitat bestaat uit droge tropische en subtropische bossen en droge tropische en subtropische scrublands. De soort is aangetroffen op een hoogte van ongeveer 50 tot 650 meter boven zeeniveau.

## Beschermingsstatus
Door de internationale natuurbeschermingsorganisatie IUCN is de beschermingsstatus 'veilig' toegewezen (Least Concern of LC).